# Fakatahi kihe kahaʻu e lelei
Fakatahi kihe kahaʻu e lelei (französisch Ensemble pour un avenir meilleur, deutsch Gemeinsam für eine bessere Zukunft) ist eine politische Partei und Wahlliste in Wallis und Futuna.

## Erfolge
Die Partei trat zur Wahl der Territorialversammlung von Wallis und Futuna 2017 mit beiden Namen (sowohl wallisianisch/futunisch als auch französisch) an und erhielt 3 von 20 Mandaten. Zwei Abgeordnete zogen für den Distrikt Muʻa ein, einer für Hihifo. Die Partei bildet unter eigenem Namen Ensemble pour un avenir meilleur eine Fraktion in der Territorialversammlung von Wallis und Futuna. Es ist die zweitgrößte Fraktion und die größte Partei im Parlament.
Auch der Vertreter von Wallis und Futuna in der französischen Nationalversammlung, Napole Polutélé, hat über die Liste Fakatahi kihe kahaʻu e lelei ein Mandat in der Territorialversammlung von Wallis und Futuna erhalten. Er ist allerdings als Vertreter in Paris.